# David Edgar
David Edgar (n. 27 martie 1950, Fort Lauderdale, Florida, SUA) este un înotător american, medaliat olimpic. A participat la o ediție a Jocurilor Olimpice (1972) în care a câștigat două medalii de aur.